# Sânpaul (okręg Harghita)
Sânpaul (węg. Homoródszentpál) – wieś w Rumunii, w okręgu Harghita, w gminie Mărtiniș. W 2011 roku liczyła 478 mieszkańców.